# Pic de L'Angonella
Pic de L'Angonella är en bergstopp i Andorra, på gränsen till Frankrike. Den ligger i den nordvästra delen av landet. Toppen på Pic de L'Angonella är 2 819 meter över havet.
Den högsta punkten i närheten är 2 823 meter över havet, 1,1 kilometer sydväst om Pic de L'Angonella.
I trakten runt Pic des Langounelles förekommer i huvudsak kala bergstoppar.